# شمپتر پری گریتسی
شمپتر پری گریتسی (به ایتالیایی: San Pietro di Gorizia)  در اسلوونی با جمعیت ۳٬۸۶۵ نفر است که در slovenian littoral واقع شده‌است.